# Ağdaş Dağı
Ağdaş Dağı är en kulle i Azerbajdzjan.   Den ligger i distriktet Füzuli Rayonu, i den centrala delen av landet, 220 kilometer väster om huvudstaden Baku. Toppen på Ağdaş Dağı är 221 meter över havet, eller 9 meter över den omgivande terrängen. Bredden vid basen är 0,86 km.
Terrängen runt Ağdaş Dağı är huvudsakligen platt. Närmaste större samhälle är Beylagan, 17,6 kilometer öster om Ağdaş Dağı.
Trakten runt Ağdaş Dağı består till största delen av jordbruksmark. Runt Ağdaş Dağı är det ganska tätbefolkat, med 72 invånare per kvadratkilometer.